# Gampern
Gampern  ist eine Gemeinde in Oberösterreich im Bezirk Vöcklabruck  im Hausruckviertel mit 3123 Einwohnern (Stand 1. Jänner 2025). Der zuständige Gerichtsbezirk ist Vöcklabruck.

## Geografie
Gampern liegt im Nördlichen Alpenvorland nördlich des Attersees. Es wird von den zwei Flüssen Vöckla und Dürre Ager entwässert, die in 450 bis 500 Meter Meereshöhe fließen. Die umliegenden Hügel erreichen Höhen von über 550 Meter. Die Ausdehnung beträgt von Nord nach Süd 5,9 und von West nach Ost 6,8 Kilometer.
Gampern hat eine Fläche von 26,26 Quadratkilometer. Davon werden mehr als zwei Drittel landwirtschaftlich genutzt, 20 Prozent sind bewaldet.

### Ortsteile der Gemeinde
Das Gemeindegebiet umfasst folgende Ortschaften (in Klammern Einwohnerzahl Stand 1. Jänner 2025):
- Baumgarting (202)
- Bergham (128)
- Bierbaum (341)
- Egning (54)
- Fischham (46)
- Fischhamering (87)
- Gallnbrunn (23)
- Gampern (798)
- Genstetten (52)
- Haunolding (101)
- Hehenberg (53)
- Hörgattern (62)
- Koberg (48)
- Oberheikerding (52)
- Piesdorf (75)
- Pöring (111)
- Schwarzmoos (142)
- Siedling (50)
- Stein (21)
- Stötten (30)
- Unterheikerding (17)
- Viehaus (85)
- Weiterschwang (280)
- Witzling (153)
- Zeiling (112)

### Nachbargemeinden
|                  | Neukirchen an der Vöckla                    |          |
| Vöcklamarkt      | Kompassrose, die auf Nachbargemeinden zeigt | Timelkam |
| Berg im Attergau | Seewalchen am Attersee                      |          |

## Geschichte
Gampern wird zum ersten Mal um das Jahr 800 unter dem Namen Campara im Traditionsbuch von Mondsee genannt. Seit 1143 war es als Filiale von Vöcklamarkt dem Collegiat-Stift Mattsee inkorporiert, bis es 1900 eine selbständige Pfarre wurde. Dem Stift Mattsee verblieb das Patronatsrecht.
Ursprünglich im Ostteil des Herzogtums Bayern liegend, gehörte der Ort seit dem 12. Jahrhundert zum Herzogtum Österreich. Seit 1490 wird er dem Fürstentum Österreich ob der Enns zugerechnet.
Zu Beginn des Dreißigjährigen Krieges verpfändeten 1620 die Habsburger Oberösterreich in Ermangelung finanzieller Mittel für die Kriegskasse an den bayerischen Herzog Maximilian I. In der Folgezeit ließ Maximilian neben zahlreichen Steuerbeamten auch katholische Geistliche nach Oberösterreich entsenden, welche dort gemäß dem Rechtsprinzip Cuius regio, eius religio die Gegenreformation durchsetzen sollten. Das Gebiet um Gampern gehörte zu jenen Gegenden Oberösterreichs, in denen Protestanten besonders heftigen Widerstand gegen die Gegenreformation leisteten. Nach dem Frankenburger Würfelspiel, bei dem der bayerische Statthalter Adam Graf von Herberstorff am 15. Mai 1625 36 Männer paarweise um ihr Leben würfeln ließ, wurden drei aus Gampern stammende Bürger an der Linde am Haushamerfeld durch Erhängen hingerichtet.
Während der Napoleonischen Kriege war der Ort mehrfach besetzt.
Seit 1918 gehört der Ort zum Bundesland Oberösterreich. Nach dem Anschluss Österreichs an das Deutsche Reich am 13. März 1938 gehörte der Ort zum Gau Oberdonau. Nach 1945 erfolgte die Wiederherstellung Oberösterreichs.
2019 wurde der Gemeinde der „IMPULS Award“ in der Kategorie Digitalisierung verliehen.
Ende April 2023 nahm RAG Austria „Underground Sun Storage“ in Betrieb. Sommerstromüberschuss „aus Photovoltaik“ wird in Wasserstoff umgewandelt und in ein ehemaliges Porengestein-Erdgaslager gepresst. Im Winter soll Gas entnommen und via 8 km Pipeline in einem Heizkraftwerk in der Gemeinde verwertet werden. Kofinanziert vom Klimafonds.

## Kultur und Sehenswürdigkeiten

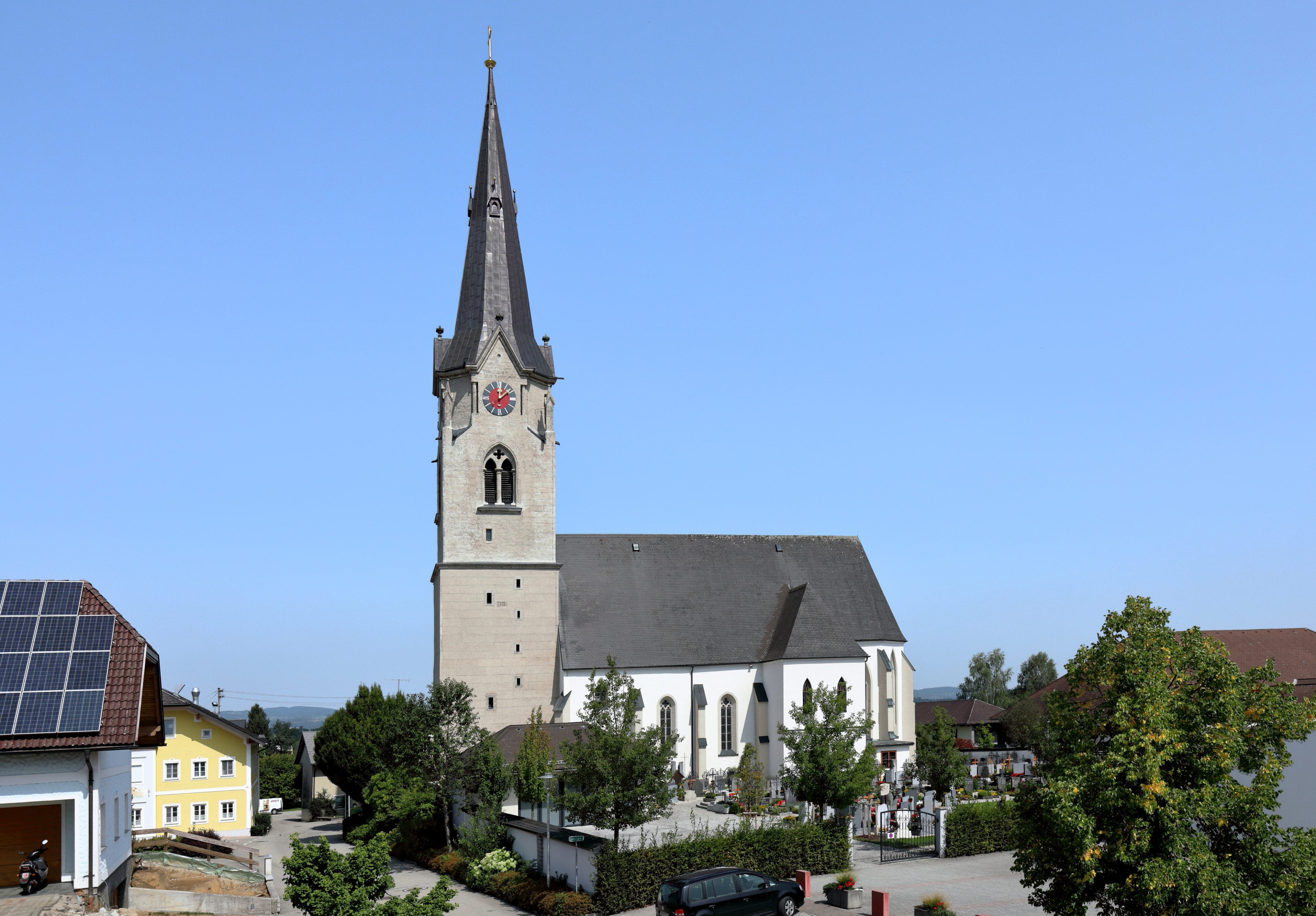
Pfarrkirche Gampern

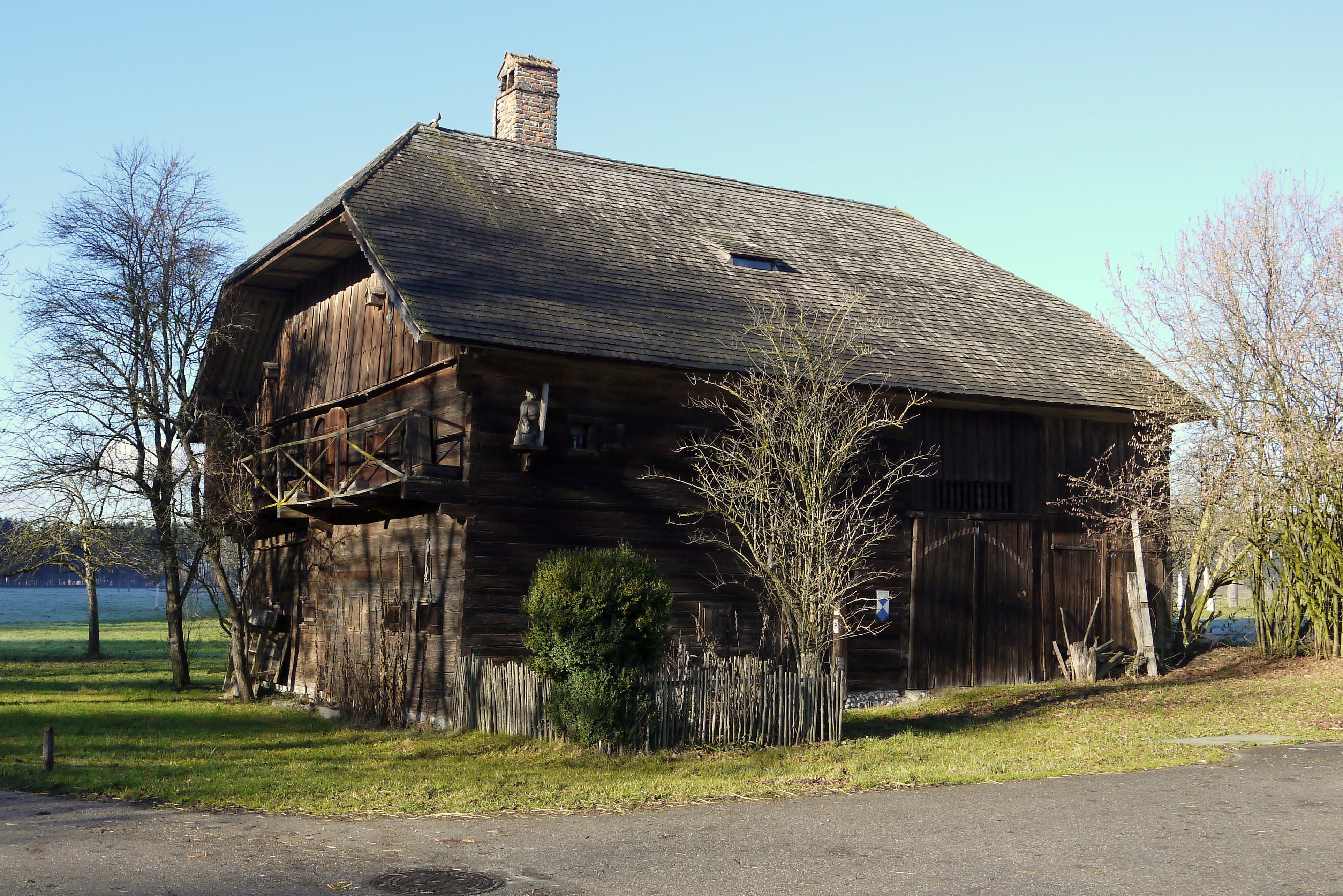
Kernstockhaus

- Katholische Pfarrkirche Gampern hl. Remigius: Die zweischiffige spätgotische Hallenkirche wurde von 1480 bis 1486 gebaut. Anfang des 16. Jahrhunderts erfolgte die Errichtung des mächtigen gotischen Westturmes bis zur Dachgleich und 1890 der Ausbau auf eine Höhe von 63 m. Eine besondere Sehenswürdigkeit ist der Flügelaltar in der spätgotischen Pfarrkirche Gampern. Der Altar ist der drittgrößte gotische Flügelaltar in Oberösterreich, hergestellt in der Zeit von 1497 bis 1507.
- Denkmalhof Kernstockhaus in Pöring: Ehemaliges Austraghaus des Kapeller, Rauchhaus in Blockbauweise, heute Heimatmuseum.[7][8][9]

## Wirtschaft und Infrastruktur
Die RAG AG hat im Mai 2023 im Rahmen ihres Projekts „Underground Sun Storage 2030“ in Gampern den weltweit ersten unterirdischen Speicher für grünen Wasserstoff in Betrieb genommen. Dieser wird im Sommer mittels Solarstrom gewonnen und in der rund 1000 Meter tiefen Porenlagerstätte (einer natürlichen Schicht aus porösem Gestein) für den Winter gespeichert.

### Wirtschaftssektoren
Von den 93 landwirtschaftlichen Betrieben des Jahres 2010 waren 59 Vollerwerbsbauern. Diese bewirtschafteten drei Viertel der Flächen. Im Produktionssektor nahm die Zahl der Erwerbstätigen von 2001 auf 2011 im Bereich Warenherstellung von 140 auf 625 zu, im Bergbau von 68 auf 154. Die wichtigsten Arbeitgeber im Dienstleistungssektor waren 2011 die Bereiche freiberufliche Dienstleistungen (45) und soziale und öffentliche Dienste (43 Mitarbeiter).
| Wirtschaftssektor            | Anzahl Betriebe | Anzahl Betriebe | Erwerbstätige | Erwerbstätige |
| Wirtschaftssektor            | 2011            | 2001            | 2011          | 2001          |
| ---------------------------- | --------------- | --------------- | ------------- | ------------- |
| Land- und Forstwirtschaft 1) | 93              | 132             | 105           | 92            |
| Produktion                   | 32              | 24              | 803           | 236           |
| Dienstleistung               | 88              | 29              | 183           | 108           |

1) Betriebe mit Fläche in den Jahren 2010 und 1999
| Gampern hat eine hohe Pendlerzahl. Von den 1367 Erwerbstätigen, die 2011 in der Gemeinde lebten, arbeiteten 293 lokal, beinahe achtzig Prozent pendelten aus. Dafür kamen 845 Menschen aus der Umgebung zur Arbeit nach Gampern. - Eisenbahn: Gampern hat eine Haltestelle an der Westbahn. - Straße: Die Bundesstraße B1 durchquert das Gemeindegebiet. | Die zur Anzeige dieser Grafik verwendete Erweiterung wurde dauerhaft deaktiviert. Wir arbeiten aktuell daran, diese und weitere betroffene Grafiken auf ein neues Format umzustellen. (Mehr dazu) |

## Politik

### Gemeinderat
Der Gemeinderat hat 25 Mitglieder.
- Mit den Gemeinderats- und Bürgermeisterwahlen in Oberösterreich 2003 hatte der Gemeinderat folgende Verteilung: 12 ÖVP, 7 SONST und 6 SPÖ.
- Mit den Gemeinderats- und Bürgermeisterwahlen in Oberösterreich 2009 hatte der Gemeinderat folgende Verteilung: 13 ÖVP, 5 SONST, 5 SPÖ und 2 FPÖ.
- Mit den Gemeinderats- und Bürgermeisterwahlen in Oberösterreich 2015 hatte der Gemeinderat folgende Verteilung: 13 ÖVP, 8 SPÖ und 4 FPÖ.[16]
- Mit den Gemeinderats- und Bürgermeisterwahlen in Oberösterreich 2021 hat der Gemeinderat folgende Verteilung: 16 ÖVP, 4 GRÜNE, 3 Bürgerinitiative Gampern (BIG)[17] und 2 FPÖ.[18]

### Bürgermeister
Bürgermeister seit 1850 waren:
- 1850–1856 Gottlieb Kofler
- 1856–1860 Matthias Knoll
- 1860–1861 Josef Mayr
- 1861–1864 Michael Gebetsberger
- 1864–1867 Josef Gattinger
- 1867–1870 Sebastian Gstöttner
- 1870–1873 Franz Habring
- 1873–1876 Anton Katterl
- 1876–1879 Johann Eberl
- 1879–1882 Josef Habring
- 1882–1885 Josef Reiter
- 1885–1890 Johann Lachinger
- 1890–1891 Gottlieb Gebetsberger
- 1891–1894 Franz Bauernfeind
- 1894–1898 Michael Wagneder
- 1898–1900 Josef Habring
- 1900–1903 Johann Katterl
- 1903–1906 Josef Lachinger
- 1906–1909 Josef Mayr
- 1909–1912 Johann Eberl
- 1912–1919 Johann Sonntag
- 1919–1924 Anton Gebetsberger
- 1924–1929 Josef Habring
- 1929–1937 Anton Gebetsberger
- 1937–1938 Matthias Kriechbaum
- 1938–1938 Matthias Kreuzer
- 1938–1938 Alois Fuchs
- 1938–1939 August Höftberger
- 1939–1945 Alois Leuchtenmüller
- 1945–1955 Matthias Gebetsberger
- 1955–1979 Franz Trausner
- 1979–2002 Anton Brunbauer
- 2002–2020 Hermann Stockinger (ÖVP)
- seit 2020 Jürgen Lachinger (ÖVP)[20]

### Wappen
Blasonierung: Zwischen goldenen Flanken in Blau ein goldener, spätgotischer Flügelaltar mit Mensa, Predella, Mittelschrein, zwei Flügeln und fünfteiligem Gesprenge. Die Gemeindefarben sind  Gelb-Blau-Gelb.
Das 1974 verliehene Wappen zeigt in stilisierter Form den kunsthistorisch bedeutenden Flügelaltar der Pfarrkirche.

## Persönlichkeiten
- Daniela Holzinger-Vogtenhuber BA (* 1987), Politikerin (Jetzt – Liste Pilz, ehemals SPÖ), Nationalratsabgeordnete a. D. in Gampern aufgewachsen und wohnhaft
- Michaela Schüchner (* 1977), Politikerin (SPÖ), Bezirksvorsteherin des 14. Wiener Gemeindebezirks Penzing, in Gampern aufgewachsen